# Ghost in the Machine
Ghost in the Machine (с англ. — «Призрак в машине») — четвёртый студийный альбом британской рок-группы The Police, был издан в 1981 году на лейбле A&M Records. Большая часть материала этой пластинки была вдохновлена одноимённым произведением Артура Кёстлера, в честь которого и был назван диск. Это первый альбом группы, название которого было на английском языке.
Ghost in the Machine стал мульти-платиновым в Соединённых Штатах, синглы: «Every Little Thing She Does Is Magic», «Invisible Sun» и «Spirits in the Material World» были успешны в чартах. В 2003 году занял 322-е место в списке «500 величайших альбомов всех времён по версии журнала Rolling Stone», в 2012 году в этом перечне он сместился на одну позицию вниз.

## Список композиций
Слова и музыка всех песен — написаны Стингом, за исключением отмеченных.
| №  | Название                                         | Длительность |
| -- | ------------------------------------------------ | ------------ |
| 1. | «Spirits in the Material World»                  | 2:58         |
| 2. | «Every Little Thing She Does Is Magic»           | 4:20         |
| 3. | «Invisible Sun»                                  | 3:43         |
| 4. | «Hungry for You (J’aurais toujours faim de toi)» | 2:52         |
| 5. | «Demolition Man»                                 | 5:54         |

| №  | Название                | Автор(ы)               | Длительность |
| -- | ----------------------- | ---------------------- | ------------ |
| 1. | «Too Much Information»  |                        | 3:42         |
| 2. | «Rehumanize Yourself»   | Стинг, Стюарт Коупленд | 3:10         |
| 3. | «One World (Not Three)» |                        | 4:45         |
| 4. | «Ωmegaman»              | Энди Саммерс           | 2:47         |
| 5. | «Secret Journey»        |                        | 3:32         |
| 6. | «Darkness»              | Стюарт Коупленд        | 3:11         |

## Участники записи
Список составлен по сведениям базы данных Discogs.
The Police:
- Стинг — бас-гитара, контрабас, клавишные, саксофон, ведущий и бэк-вокал
- Энди Саммерс — гитары, синтезаторная гитара, клавишные
- Стюарт Коупленд — ударные, перкуссия, клавишные

Приглашённые музыканты:
- Джин Руссель — фортепиано на «Every Little Thing She Does Is Magic»
- Олаф Кублер — саксофон на «Low Life»[21]

Технический персонал:
- The Police — продюсирование
- Хью Пэдхам — музыкальный продюсер, звукоинженер
- Тед Йенсен[англ.] — мастеринг-инженер[англ.]
- Дэйв Коллинз — ремастеринг-инженер
- Боб Людвиг — ремастеринг-инженер
- Мик Хаггерти[англ.] — арт-директор, дизайнер обложки
- Джеффри Кент Айерофф[англ.] — арт-директор
- Дуэйн Михалс[англ.] — фотограф

## Положение в хит-парадах
| Год       | Хит-парад                        | Высшая позиция | Пребывание в чарте |
| --------- | -------------------------------- | -------------- | ------------------ |
| 1981—1983 | Австралия (Kent Music Report)    | 1              | нет данных         |
| 1981—1983 | Австрия (Ö3 Austria)             | 11             | 4 недели           |
| 1981—1983 | Великобритания (UK Albums Chart) | 1              | 27 недель          |
| 1981—1983 | Италия (Musica e dischi)         | 1              | 25 недель          |
| 1981—1983 | Канада (RPM Albums Chart)        | 1              | 21 неделя          |
| 1981—1983 | Нидерланды (Album Top 100)       | 1              | 25 недель          |
| 1981—1983 | Новая Зеландия (RMNZ)            | 5              | 25 недель          |
| 1981—1983 | Норвегия (VG-lista)              | 5              | 14 недель          |
| 1981—1983 | США (Billboard Top LP’s & Tape)  | 2              | 109 недели         |
| 1981—1983 | ФРГ (Offizielle Top 100)         | 4              | 28 недель          |
| 1981—1983 | Швеция (Sverigetopplistan)       | 6              | 10 недель          |
| 1981—1983 | Япония (Oricon)                  | 29             | нет данных         |

| Год  | Хит-парад                          | Позиция |
| ---- | ---------------------------------- | ------- |
| 1981 | Австралия (Kent Music Report)      | 47      |
| 1981 | Великобритания (Gallup Poll)       | 5       |
| 1981 | Канада (RPM Year-End)              | 16      |
| 1981 | Нидерланды (Buma/Stemra)           | 5       |
|      |                                    |         |
| 1982 | Австралия (Kent Music Report)      | 63      |
| 1982 | Канада (RPM Year-End)              | 42      |
| 1982 | Нидерланды (Buma/Stemra)           | 55      |
| 1982 | Новая Зеландия (Recorded Music NZ) | 35      |
| 1982 | США (Billboard Top Popular Albums) | 10      |
| 1982 | ФРГ (Jahrescharts Deutschland)     | 68      |

## Сертификации
| Регион | Сертификация  | Продажи    |
| --- | ------------- | ---------- |
| Австралия (ARIA) | Платиновый    | 50 000^    |
| Великобритания (BPI) | Платиновый    | 500 000    |
| Германия (BVMI) | Золотой       | 250 000^   |
| Италия | —             | 200 000    |
| Канада (Music Canada) | Платиновый    | 100 000^   |
| Новая Зеландия (RMNZ) | Платиновый    | 15 000^    |
| США (RIAA) | 3× Платиновый | 3 000 000^ |
| Франция (SNEP) | Золотой       | 100 000*   |
| Югославия | —             | 36 056     |
| * Данные о продажах приведены только на основе сертификации. ^ Данные о тиражах приведены только на основе сертификации. |               |            |